# René Mugica
René Mugica (né le 9 août 1909 à Carhué et mort le 3 mai 1998 à Buenos Aires) est un réalisateur, scénariste et acteur argentin.

## Biographie
Son film L'avant-centre est mort à l'aube (El centroforward murió al amanecer) est sélectionné en compétition officielle au festival de Cannes 1961 et son film L'Amphithéâtre (El reñidero) est sélectionné en compétition officielle au festival de Cannes 1965.
Son film Hombre de la Esquina Rosada fait partie de la liste des 100 meilleurs films argentins.

## Filmographie partielle
Sauf indication contraire, les informations mentionnées dans cette section peuvent être confirmées par la base de données cinématographiques IMDb,  présente dans la section « Liens externes ».

### Réalisateur
- 1961 : L'avant-centre est mort à l'aube (El centroforward murió al amanecer)
- 1962 : Hombre de la Esquina Rosada
- 1963 : Rata de puerto
- 1963 : La murga
- 1964 : El octavo infierno, cárcel de mujeres
- 1964 : El demonio en la sangre
- 1965 : Viaje de una noche de verano
- 1965 : L'Amphithéâtre (El reñidero)
- 1966 : La buena vida
- 1971 : Bajo el signo de la patria

### Acteur
- 1940 : La carga de los valientes d'Adelqui Migliar
- 1941 : El Cura gaucho de Lucas Demare
- 1942 : La Guerre des gauchos (La guerra gaucha) de Lucas Demare
- 1944 : Su mejor alumno de Lucas Demare
- 1945 : Pampa barbare (Pampa bárbara) de Lucas Demare
- 1946 : Donde mueren las palabras de Hugo Fregonese